# Dimipac
Dimipac es una isla situada en Filipinas, adyacente a la de Busuanga que forma parte del grupo de islas Calamianes. 
Administrativamente forma parte del barrio de  Calauit (Rizal) del municipio filipino de tercera categoría de Busuanga perteneciente a la provincia  de Paragua en Mimaro,  Región IV-B.

## Geografía
Isla Busuanga es  la más grande del Grupo Calamian situado a medio camino entre las islas de Mindoro (San José) y de Paragua (Puerto Princesa), con el Mar de la China Meridional a poniente y el mar de Joló a levante. Al sur de la isla están las otras dos islas principales del Grupo Calamian: Culión y  Corón.
Situada en el estrecho de Mindoro, tiene aproximadamente 2.450 metros de largo, en dirección este-oeste, y unos 800 metros de ancho. Situada 3.200 metros al norte de Isla Calauit, cabo Macachín (Macachin Point). Cinco kilómetros al este se encuentra el islote de Tanobán (Tanohon).
Forman parte del Barrio de Caluit las islas de  Dimipac y de Tanobán (Tanohon).